# Pestjaki
Pestjaki è una cittadina della Russia europea centrale, situata nella oblast' di Ivanovo; appartiene amministrativamente al rajon Pestjakovskij, del quale è il capoluogo.